# Кярпят
«Кя́рпят» (фин. Oulun Kärpät — горностаи из Оулу) — хоккейный клуб из Оулу, выступает в Лииге. Основан в 1946 году. На эмблеме команды изображён горностай.
В высшем дивизионе Финляндии (без учёта СМ-Серии) — в сезонах 1977/78 — 1988/89 и с сезона 2000/01 по настоящее время.

## История
"В среду, 15 мая 1946, клуб под именем «Кярпят» (Oulun Kärpät 46) начал своё существование. С того дня клуб работает до сих пор..." — Воспоминания Ээро Тауриайнена, 1946.

## Ранние годы
Весной 1946 года трое парней решили основать новый спортивный клуб в городе Оулу. На учредительном собрании 15 мая клуб получил название «Oulun Kärpät 46» («Горностаи из Оулу» и год основания — 1946). Поначалу «Кярпят» играл в футбол, а первым зимним видом спорта стал хоккей с мячом. Лишь в январе 1947 года была создана секция хоккея с шайбой. В начале нового десятилетия «Кярпят» преуспел в данном направлении и хоккей с шайбой стал основным видом спорта клуба.
Первая игра на высшем уровне, которая в то время именовалась «SM-sarja», была сыграна «Кярпятом» 4 декабря 1960 года против клуба ХИК (Хельсинки). Но пребывание на высшем уровне оказалось непродолжительным. Вновь в высшую лигу они пробились лишь в сезоне 1965-66, и снова вылет. Третья попытка в 1967-68 годах также не принесла результата. «Кярпят» проиграл все свои игры.

## Повышение и первые сезоны в SM-liiga
Финская лига хоккея SM-liiga была основана в августе 1975 года, «Кярпят» в то время всё ещё играли на уровень ниже, в первом дивизионе. Команда заработала повышение в элитную лигу после сезона 1976-77. В своём дебютном сезоне в элите «Кярпяту» удалось финишировать на седьмом месте из десяти. Однако во время второго сезона в 1978-79 годах команда была вынуждена бороться за выживание и финишировала последней в регулярном сезоне, однако смогла одолеть соперников из финальных матчей и сохранила прописку в высшей лиге. Несмотря на всё это, игрок «Кярпята» Кари Ялонен был награждён памятным трофеем Ярмо Васамы как лучший новичок в лиге того сезона.

## Успех в 1980-х годах
Избежав понижения, «Кярпят» приобрёл пару опытных игроков, таких как Микко Лейнонен. Показатели команды значительно улучшились и в сезоне 1979-80 «Кярпят» вышел в плей-офф, который завершился для них бронзовыми медалями. Это было первое достижение «Кярпята» на национальном уровне. Ярким представителем молодёжи в то время был Пекка Арбелиус, которого назвали новичком года.
В следующем сезоне, 1980-81, «Кярпят» занял третье место в регулярной серии, а в плей-офф пробился в финал, где встретился с «Таппарой». «Таппара» мощно стартовала, общий счёт серии до пяти побед был 2-1 в их пользу. Третья игра серии закончилась со счётом 13-2 в пользу «Таппары». Несмотря на такой разгром, тренер команды Кари Мякинен сумел поднять боевой дух команды и две следующие игры «Кярпят» выиграл со счётом 6-1 и 5-2. Таким образом, «Кярпят» завершил серию 3-2 и завоевал первый титул национальной лиги. Победный гол забил Кари Суораниеми, а Кари Ялонен был назван MVP плей-офф.
Перед сезоном 1981-82 у некоторых игроков истекли контракты, продлевать которые они не стали и продолжили карьеры в других клубах. «Кярпят» лишился ключевых игроков: Ялонена, Суораниеми, Микко Лейнонена и Кая Суйкканена, а также культового игрока Рейо Руотсалайнена. С таким ослабленным составом «Кярпят» опустился на пятое место, а в следующем сезоне чуть было не вылетел из элиты. В эпоху тренера Пентти Матикайнена «Кярпят» вновь стал претендентом за звание чемпиона и трижды подряд завоевал бронзовые медали (в сезонах 1983-84, 1984-85 и 1985-86). В последнем сезоне тренерства Матикайнена, в 1986-87 годах, «Кярпят» ко всеобщему удивлению выиграл регулярную серию, добрался до финала плей-офф, где проиграл «Таппаре». Матикайнен оставил пост тренера Кари Мякинену в 1987-88 годах, но при нём команда не смогла выйти в плей-офф. Эско Нокелайнен сменил Мякинена, но вновь безрезультатно. В следующем сезоне, 1988-89, «Кярпят» достиг дна турнирной таблицы и Нокелайнен был уволен в середине сезона. В конце концов, «Кярпят» выбыл из элиты финского хоккея, проиграв «Йокериту» в лиге понижения.

## Банкротство и низшие дивизионы
Руководство «Кярпят» ставило цель вернуться в элитный дивизион максимально быстро, но их ожидания не оправдались. Из-за финансовых трудностей «Кярпят» обанкротился, но осенью 1995 года они вновь попали в первый дивизион. В первый год они заняли восьмое место и проиграли в плей-офф. В следующем году они сражались с ХК «КалПа» за место в лиге, но уступили. В следующем году они снова проиграли ХК «КалПа». В сезоне 1998-99 «Кярпят» возглавил тренер Юхани Тамминен. С ним они хорошо провели регулярную серию, но проиграли ХК «ТуТо» в плей-офф. 

## Возвращение в элиту
В следующем году «Кярпят», наконец прошёл квалификацию в элитный дивизион, обыграв «Пеликанс» (Лахти) в квалификационной серии. Первый сезон в элитной лиге был полон взлётов и падений, но «Кярпят» финишировал четвёртым и шестым в следующих двух сезонах соответственно. Затем они добрались до финала, уступив «Таппаре». В сезоне 2003-04 годов «Кярпят» сыграл в финале против ТПС и, наконец, выиграл свой второй финский чемпионат. В 2004-05 годах «Кярпят» вновь выиграл чемпионат Финляндии, одержав победу над «Йокеритом» со счётом в серии 3-1. Выиграли кубок они и в сезоне 2006-07, победив «Йокерит» уже 3-0. В сезоне 2007-08 «Кярпят» выиграл свой второй чемпионский титул подряд и четвёртый за последние пять лет, победив «Эспоо Блюз».
После шестилетнего затишья «Кярпят» вернулся на вершину финского хоккея под руководством Лаури Марьямяки, выиграв два чемпионских титула подряд в сезонах 2013-14 и 2014-15. Оба раза команда победила «Таппару» в финале плей-офф. В сезоне 2015-16 «Кярпят» завершил сезон с бронзовыми медалями. В том же сезоне «Кярпят» добрался до финала хоккейной лиги чемпионов, уступив 2-1 в финале ХК «Фрёлюнда» (Швеция).
Свою борьбу на высшем уровне финского хоккея «Кярпят» продолжает и по сей день.

## Достижения

### Чемпионы
- SM-liiga Канада-малья (8): 1981, 2004, 2005, 2007, 2008, 2014, 2015, 2018

-  Молодёжная финская лига (U20) (4): 1979, 1985, 2010, 2019

### Медали
- SM-liiga (4): 1987, 2003, 2009, 2019
- SM-liiga (7): 1980, 1984, 1985, 1986, 2006, 2016, 2024

### Международные достижения
Хоккейная Лига чемпионов:
- Финалист (1): 2016

Кубок европейских чемпионов:
- Финалист (2): 2005, 2006

Nordic Trophy:
- Чемпион (1): 2007

Другие награды клуба:
- Harry Lindblad trophy (кубок победителя регулярной серии SM-liiga): 1987, 2005, 2006, 2007, 2008, 2013, 2014, 2015, 2018, 2019
- I-Divisioona победитель (второй по значимости трофей финского хоккея): 1976–77, 1996–97, 1997–98, 1998–99, 1999–00